# Estação Rotunda (Metro do Porto)
Futura estação de metro, em Vila Nova de Gaia, servida pela Linha H operada pela Metro do Porto.